# Neozvenella sikorai
Neozvenella sikorai är en insektsart som beskrevs av Andrej Vasiljevitj Gorochov 2004. Neozvenella sikorai ingår i släktet Neozvenella och familjen syrsor. Inga underarter finns listade i Catalogue of Life.